# Géovreisset
Géovreisset település Franciaországban, Ain megyében. Lakosainak száma 843 fő (2022. január 1.). Géovreisset Bellignat, Groissiat, Izernore, Oyonnax és Samognat községekkel határos.

## Népesség
A település népességének változása:
| Lakosok száma | 163  | 293  | 450  | 871  | 928  | 909  | 874  | 844  | 830  | 843  |
|               | 1968 | 1982 | 1990 | 2006 | 2013 | 2015 | 2017 | 2019 | 2020 | 2022 |